# Lijst van voetbalinterlands Bahrein - Turkmenistan
Deze lijst van voetbalinterlands is een overzicht van alle voetbalwedstrijden tussen de nationale teams van Bahrein en Turkmenistan. De landen speelden tot op heden zes keer tegen elkaar, te beginnen met een wedstrijd tijdens de Aziatische Spelen 1994 op 9 oktober 1994 in Hiroshima (Japan). Het laatste duel, een vriendschappelijke wedstrijd, vond plaats in Dubai (Verenigde Arabische Emiraten) op 12 september 2023.

## Wedstrijden
| № | Plaats       | Datum             | Competitie                 | Wedstrijd              | Uitslag |
| - | ------------ | ----------------- | -------------------------- | ---------------------- | ------- |
| 1 | Hiroshima    | 9 oktober 1994    | Aziatische Spelen 1994     | Bahrein – Turkmenistan | 2 – 2   |
| 2 | Manama       | 3 augustus 2005   | Vriendschappelijk          | Bahrein – Turkmenistan | 5 – 0   |
| 3 | Daşoguz      | 13 juni 2017      | Azië Cup 2019 kwalificatie | Turkmenistan − Bahrein | 1 − 2   |
| 4 | Riffa        | 27 maart 2018     | Azië Cup 2019 kwalificatie | Bahrein − Turkmenistan | 4 − 0   |
| 5 | Kuala Lumpur | 14 juni 2022      | Azië Cup 2023 kwalificatie | Bahrein − Turkmenistan | 1 − 0   |
| 6 | Dubai        | 12 september 2023 | Vriendschappelijk          | Bahrein − Turkmenistan | 1 − 1   |

## Samenvatting
| Competitie            | Totaal gespeeld | Winst Bahrein | Gelijk | Winst Turkmenistan | Doelsaldo Bahrein – Turkmenistan |
| --------------------- | --------------- | ------------- | ------ | ------------------ | -------------------------------- |
| Azië Cup-kwalificatie | 3               | 3             | 0      | 0                  | 7 − 1                            |
| Aziatische Spelen     | 1               | 0             | 1      | 0                  | 2 − 2                            |
| Vriendschappelijk     | 2               | 1             | 1      | 0                  | 6 − 1                            |
| Totaal                | 6               | 4             | 2      | 0                  | 15 − 4                           |

Wedstrijden bepaald door strafschoppen worden, in lijn met de FIFA, als een gelijkspel gerekend.

## Details

### Tweede ontmoeting
| Vriendschappelijk (Manama, Bahrein, 3 augustus 2005):                                                                                  |              |              |
| Bahrein | 5 – 0        | Turkmenistan |
| Abdulla Rahman Marzooq 7' Sayed Mohamed Adnan Mahfoodh 35' Husain Ali Hasan Ali 63' Saleh Ahmed Farhan 82' (pen.) Hamad Al-Dakheel 84' | goals        |              |
| Abdulla Rahman Marzooq 67' | rode kaarten |              |